# Tom Soares
Thomas James Soares, noto come Tom Soares (Reading, 10 luglio 1986), è un calciatore inglese, centrocampista svincolato.

## Biografia
Suo fratello maggiore Louie è stato a sua volta un calciatore professionista.

## Carriera

### Club
Ha giocato in massima serie con le maglie di Crystal Palace e Stoke City. Ha una discreta esperienza nella Championship inglese; dal gennaio 2012 è in prestito alla squadra scozzese dell'Hibernian, dove si fa notare per giocare sia come centrocampista centrale e di fascia.

### Nazionale
Vanta 4 presenze con la nazionale inglese Under-21.